# Nu Leporis
Nu Leporis (7 Leporis) é uma estrela na direção da constelação de Lepus. Possui uma ascensão reta de 05h 19m 59.03s e uma declinação de −12° 18′ 56.2″. Sua magnitude aparente é igual a 5.29. Considerando sua distância de 332 anos-luz em relação à Terra, sua magnitude absoluta é igual a 0.25. Pertence à classe espectral B7/B8V.